# Сінак (Нью-Джерсі)
Сінак (англ. Singac) — переписна місцевість (CDP) в США, в окрузі Пассаїк штату Нью-Джерсі. Населення — 3602 особи (2020).

## Географія
Сінак розташований за координатами 40°53′3″ пн. ш. 74°14′37″ зх. д. / 40.88417° пн. ш. 74.24361° зх. д. (40.884254, -74.243539).  За даними Бюро перепису населення США в 2010 році переписна місцевість мала площу 1,29 км², з яких 1,21 км² — суходіл та 0,08 км² — водойми.

## Демографія
Згідно з переписом 2010 року, у переписній місцевості мешкало 3618 осіб у 1477 домогосподарствах у складі 920 родин. Густота населення становила 2808 осіб/км².  Було 1545 помешкань (1199/км²).
Расовий склад населення:
| - 88,0 % — білих - 5,8 % — азіатів - 1,4 % — чорних або афроамериканців - 0,1 % — корінних американців - 2,7 % — осіб інших рас |

До двох чи більше рас належало 2,0 %. Частка іспаномовних становила 12,8 % від усіх жителів.
За віковим діапазоном населення розподілялося таким чином: 19,5 % — особи молодші 18 років, 66,0 % — особи у віці 18—64 років, 14,5 % — особи у віці 65 років та старші. Медіана віку мешканця становила 40,1 року. На 100 осіб жіночої статі у переписній місцевості припадало 94,5 чоловіків;  на 100 жінок у віці від 18 років та старших — 90,5 чоловіків також старших 18 років.
Середній дохід на одне домашнє господарство  становив 88 911 долар США (медіана — 71 719), а середній дохід на одну сім'ю — 96 098 доларів (медіана — 82 165). Медіана доходів становила 54 071 долар для чоловіків та 60 282 долари для жінок. За межею бідності перебувало 9,6 % осіб, у тому числі 13,8 % дітей у віці до 18 років та 0,0 % осіб у віці 65 років та старших.
Цивільне працевлаштоване населення становило 2343 особи. Основні галузі зайнятості: освіта, охорона здоров'я та соціальна допомога — 23,6 %, мистецтво, розваги та відпочинок — 12,0 %, роздрібна торгівля — 11,1 %.